# Vale Forge
Vale Forge (em inglês, Valley Forge) na Pensilvânia, é o local onde ocorreram as batalhas lideradas por George Washington em favor da independência dos Estados Unidos nos anos de 1777 e 1778. O local é muito visitado pelos turistas que encontram um pouco da história em suas paisagens, bem como objetos que foram usados durante as batalhas. Hoje, o Parque Histórico Nacional Valley Forge protege e preserva mais de 3.500 acres do local de acampamento original. A área do parque abrange cerca de 3,500 acres (1,400 ha) e é visitado por cerca de 1.2 milhões de pessoas ao ano.
O local funcionou como o terceiro de oito acampamentos de inverno para o corpo principal do Exército Continental , comandado pelo general George Washington, durante a Guerra Revolucionária Americana . Em setembro de 1777, o Congresso fugiu da Filadélfia para escapar da captura britânica da cidade. Depois de não conseguir retomar a Filadélfia, Washington liderou seu exército de 12.000 homens em quartéis de inverno em Valley Forge, localizado a aproximadamente 18 milhas (29 km) a noroeste da Filadélfia. Eles permaneceram lá por seis meses, de 19 de dezembro de 1777 a 19 de junho de 1778. Em Valley Forge, os Exército Continental lutou para administrar uma desastrosa crise de abastecimento enquanto treinavam e reorganizavam suas unidades. Cerca de 1.700 a 2.000 soldados morreram de doenças, possivelmente exacerbadas pela desnutrição.

## Pré-acampamento
Em 1777, Valley Forge (Vale Forge) consistia em uma pequena comunidade proto-industrial localizada na junção do Vale Creek e do rio Schuylkill . Em 1742, os industriais Quakers estabeleceram a Forja de Ferro "Monte Joy". Em grande parte graças às melhorias de capital feitas por John Potts e sua família nas décadas seguintes, a pequena comunidade expandiu as siderúrgicas, estabeleceu moinhos e construiu novas moradias para os moradores. Ao redor do vale havia uma rica terra agrícola, onde principalmente os agricultores quakers de origem galesa cultivavam trigo, centeio, feno, milho indiano, entre outras culturas, e criavam gado, incluindo gado, ovelhas, porcos e aves de curral. Colonos de ascendência alemã e sueca também moravam nas proximidades.
No verão de 1777, o general intendente do Exército Continental, Thomas Mifflin, decidiu estacionar uma parte dos suprimentos de seu exército em dependências ao redor das forjas, por causa de sua variedade de estruturas e localização isolada entre duas colinas proeminentes. Temendo que tal concentração de suprimentos militares se tornasse, sem dúvida, um alvo para ataques britânicos, o mestre da forja, William Dewees Jr., expressou preocupação com a proposta do exército. Mifflin atendeu às preocupações de Dewees, mas mesmo assim estabeleceu uma revista em Vale Forge.
Após o desembarque britânico em Head of Elk (atual Elkton, Maryland), em 25 de agosto de 1777, o exército britânico manobrou para fora da bacia de Chesapeake e em direção a Vale Forge. Após a Batalha de Brandywine (11 de setembro de 1777) e a abortada Batalha das Nuvens (16 de setembro), em 18 de setembro várias centenas de soldados sob o comando do general Wilhelm von Knyphausen invadiram o depósito de suprimentos em Vale Forge. Apesar dos melhores esforços do tenente-coronel Alexander Hamilton e do capitão Henry Lee (apelidado de "Harry Cavalo Ligeiro), os dois oficiais do exército continental selecionados para evacuar os suprimentos de Valle Forge, os soldados da Coroa capturaram suprimentos, destruíram outros e queimaram as forjas e outros edifícios.

## Campanha de Inverno
Fatores políticos, estratégicos e ambientais influenciaram a decisão do Exército Continental de estabelecer seu acampamento perto de Valle Forge, Pensilvânia, no inverno de 1777-1778. Washington convocou seus oficiais para selecionar o local que seria mais vantajoso para seu exército.

### Seleção de locais

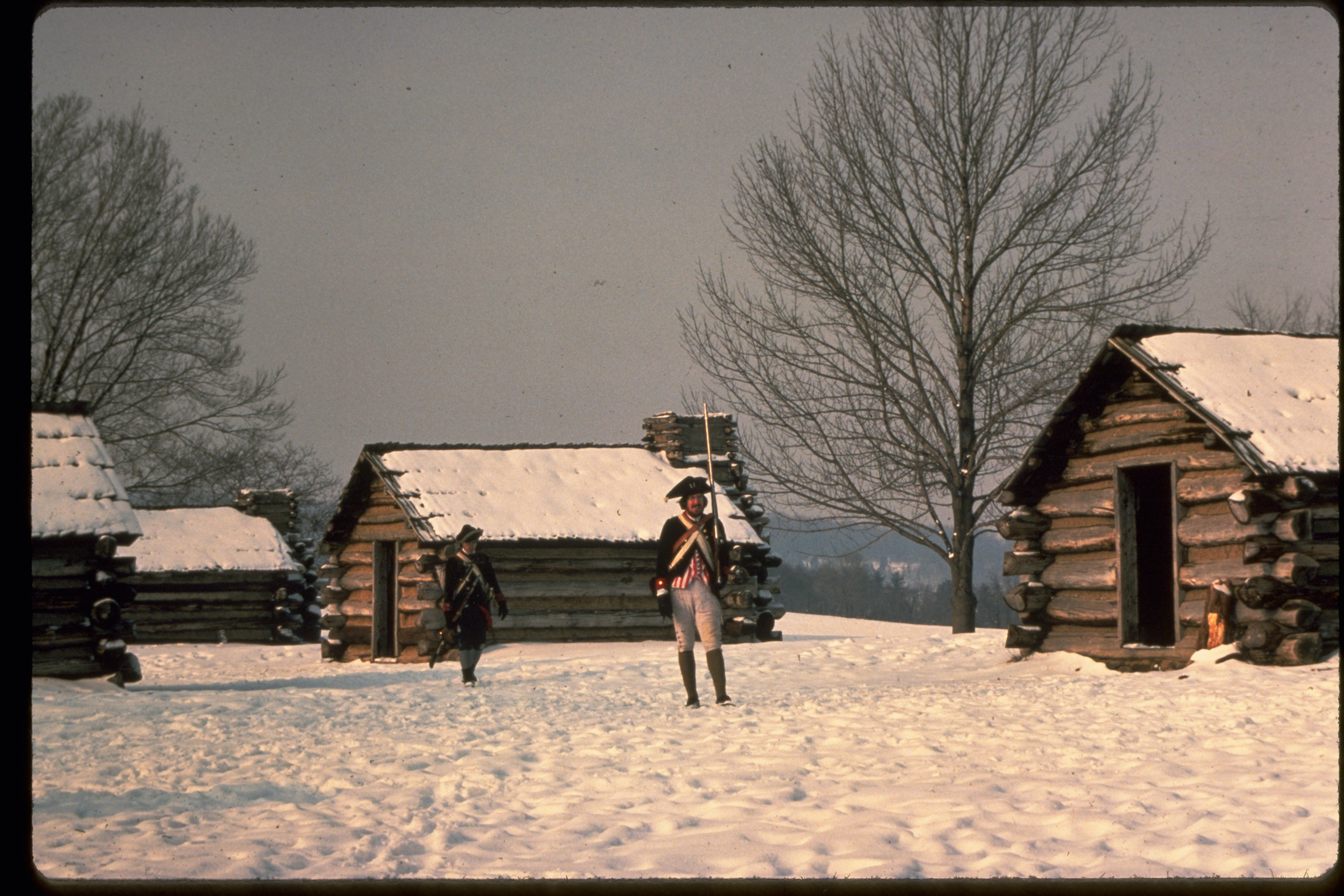
Imagem do Parque Histórico Nacional de Vale Forge, mostrando soldados e suas habitações

George Washington primeiro perguntou a seus generais onde aquartelar o Exército Continental no inverno de 1777-1778 em 29 de outubro de 1777. Além das sugestões de seus oficiais, Washington também teve que lidar com as recomendações dos políticos. Os legisladores do estado da Pensilvânia e o Congresso Continental esperavam que o Exército Continental selecionasse um local de acampamento que pudesse proteger o campo ao redor da Filadélfia. Alguns membros do Congresso Continental também acreditavam que o exército poderia lançar uma campanha de inverno. As partes interessadas sugeriram outros locais para um acampamento, incluindo Lancaster, Pensilvânia, e Wilmington, Delaware. No entanto, seguindo a inconclusiva Batalha de Whitemarshde 5 a 8 de dezembro, um número crescente de oficiais e políticos começaram a apreciar a necessidade de defender a região da Filadélfia das incursões britânicas.
Considerando essas questões, um acampamento em Vale Forge tinha vantagens notáveis. O terreno alto de Vale Forge significava que os ataques inimigos seriam difíceis. Sua localização permitia que os soldados fossem prontamente destacados para proteger o campo. A proximidade do rio Schuylkill poderia facilitar os movimentos de abastecimento rio abaixo. Áreas amplas e abertas forneciam espaço para perfuração e treinamento. Em 19 de dezembro, Washington conduziu seu exército de 12.000 homens para Vale Forge para estabelecer o acampamento.
O acampamento estava situado principalmente ao longo do terreno alto e plano a leste do Monte Joy e ao sul do rio Schuylkill. Além de uma concentração de soldados em Vale Forge, Washington ordenou que cerca de 2.000 soldados acampassem em Wilmington, Delaware. Ele colocou as tropas montadas do exército em Trenton, Nova Jersey, e postos avançados adicionais em Downingtown e Radnor, Pensilvânia, entre outros lugares.Nos dois acampamentos de inverno anteriores a Vale Forge, o exército continental havia se abrigado em uma combinação de tendas, cabanas construídas, celeiros civis e outras construções. Vale Forge marcou a primeira vez que Washington ordenou que o exército se concentrasse principalmente em um posto mais permanente, onde construíssem seus próprios abrigos. Essa mudança estratégica encorajou toda uma nova série de problemas para os Patriotas norte-americanos.

### Marcha e construção de cabanas

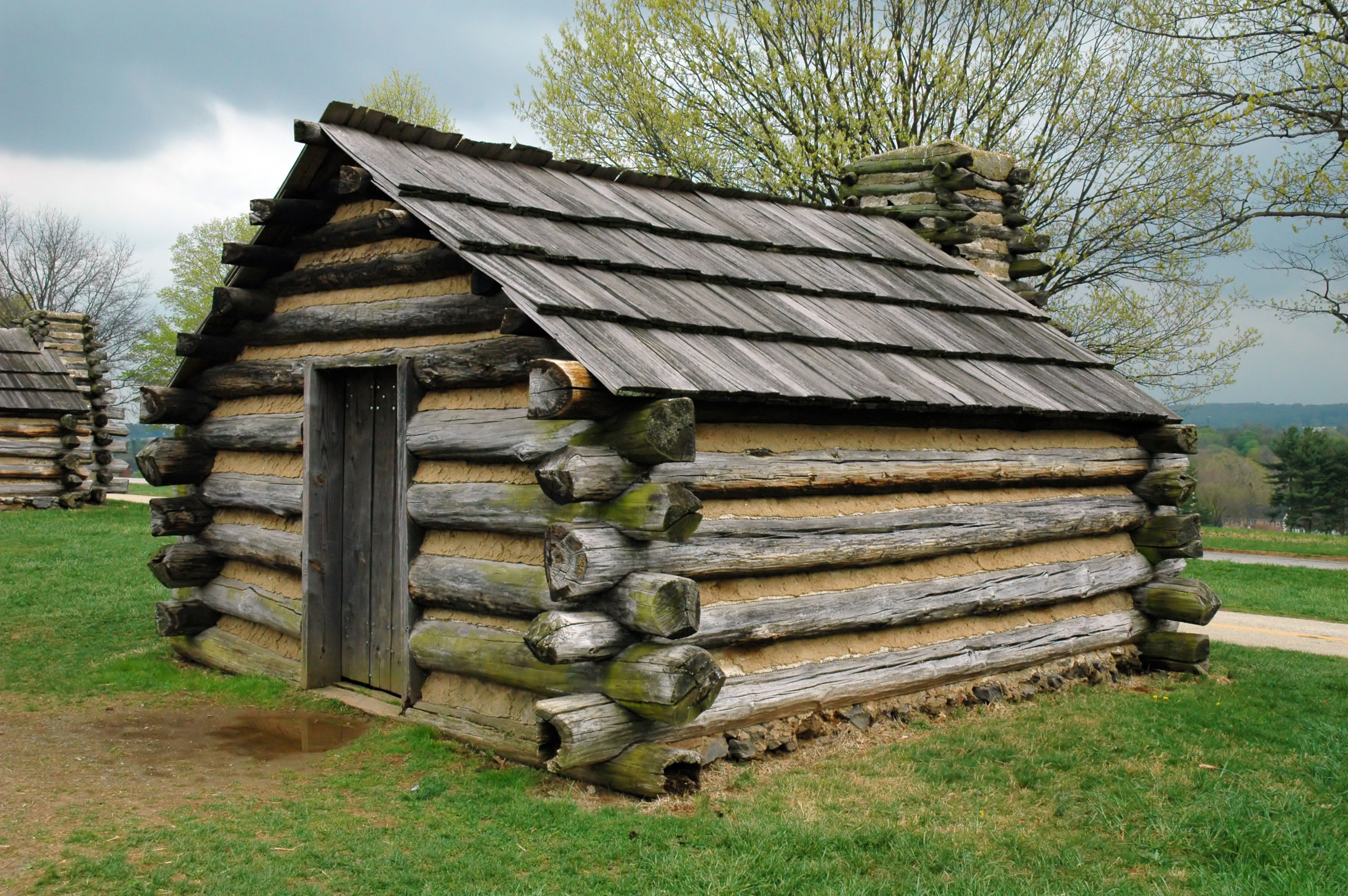
Representação de uma cabana usada em Vale Forge, pelo Exército Continental

George Washington escreveu mais tarde sobre a marcha em Vale Forge: "Ver homens sem roupas para cobrir sua nudez, sem cobertores para se deitar, sem sapatos pelos quais suas marchas pudessem ser traçadas pelo sangue de seus pés, e quase com a mesma frequência sem provisões como: marchando através da geada e da neve e no Natal ocupando seus aposentos de inverno a um dia de marcha do inimigo, sem uma casa ou cabana para cobri-los até que pudessem ser construídos, e submeter-se a isso sem um murmúrio é uma marca de paciência e obediência que, na minha opinião, dificilmente podem ser comparadas."
O acampamento Vale Forge tornou-se a primeira construção em grande escala de alojamentos do Exército Continental. Embora não exista uma conta precisa para o número de cabanas construídas, os especialistas estimam um intervalo entre 1.300 e 1.600 estruturas. Não há imagens contemporâneas conhecidas do acantonamento Vale Forge. A correspondência do general Washington e as cartas e cadernos de outros soldados são os únicos relatos do que aconteceu. O brigadeiro-general Louis Lebègue de Presle Duportail selecionou os terrenos para os acampamentos da brigada e planejou as defesas. Depois disso, os generais de brigada nomearam oficiais de cada regimento para marcar o local preciso para cada oficial e todas as cabanas dos homens alistados. Apesar das tentativas de padronização dos comandantes, as cabanas variavam em termos de tamanho, materiais e técnicas de construção. O historiador militar John BB Trussell Jr. escreve que muitos esquadrões "escavaram seus pisos quase dois pés abaixo do nível do solo", para reduzir a exposição ao vento ou o número de toras necessárias para a construção. Além disso, algumas cabanas tinham telhados de palha, enquanto outras consistiam de mato, lona ou ripas. Em uma carta para sua esposa Adrienne, Lafayette descreveu as cabanas como "pequenos quartéis, que são pouco mais alegres do que masmorras".

### Desafios de Logística

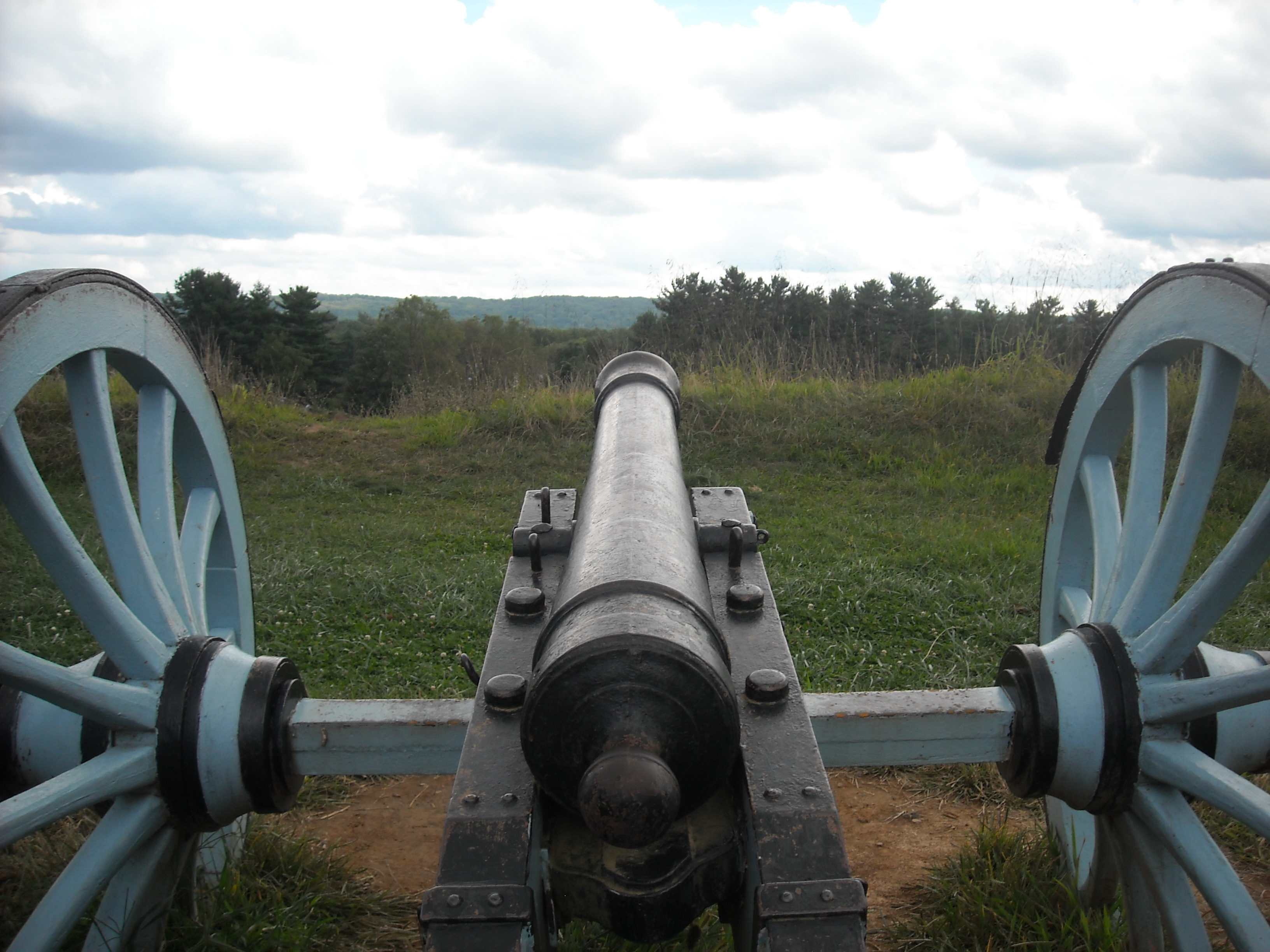
Canhão de Vale Forge

O Exército Continental que marchou para Vale Forge consistia de cerca de 12.000 pessoas — soldados, artífices, mulheres e crianças. Durante todo o inverno, comandantes e legisladores patriotas enfrentaram o desafio de abastecer uma população do tamanho de uma cidade colonial. Em maio e junho de 1777, o Congresso Continental autorizou a reorganização do departamento de abastecimento. A implementação dessas mudanças nunca teve efeito total, por causa dos combates em torno da Filadélfia. Conseqüentemente, a cadeia de suprimentos foi interrompida antes mesmo de o Exército Continental chegar a Vale Forge. Em grande parte, os suprimentos acabaram devido à negligência do Congresso, de modo que, no final de dezembro de 1777, Washington não tinha como alimentar ou vestir adequadamente os soldados. Washington escolheu a área em parte por seus benefícios estratégicos, mas as condições das estradas no inverno impediram os vagões de suprimentos a caminho do acampamento.
Naquele inverno, a fome e a doença mataram mais de 1.000 soldados e talvez até 1.500 cavalos. Os homens sofriam de fome e frio contínuos e corrosivos. Washington ordenou que as rações dos soldados incluíssem um quilo e meio de farinha ou pão, um quilo de carne ou peixe salgado, ou três quartos de quilo de carne de porco salgada, ou um quilo e meio de farinha ou pão, meio quilo de meio quilo de bacon ou carne de porco salgada, meio litro de ervilhas ou feijões e uma porção de uísque ou destilado. Na prática, no entanto, o exército não podia fornecer a ração completa de forma confiável. Alimentos perecíveis começaram a apodrecer antes de chegar às tropas por causa do armazenamento deficiente, problemas de transporte ou confusão sobre o paradeiro dos suprimentos. Outras rações foram perdidas ou capturadas pelo inimigo. Viajar para o mercado provou ser perigoso para alguns vendedores. Quando combinado com a falta de moeda forte do Exército Continental, os preços dos produtos perecíveis inflaram. Portanto, durante os primeiros dias de construção de suas cabanas, os continentais comiam principalmente "bolos de fogo", uma mistura insípida de farinha e água cozida em pedras aquecidas. Em suas memórias, Joseph Plumb Martin escreveu que "ir para a floresta selvagem e construir habitações para ficar (não para viver), em uma condição tão fraca, faminta e nua, era terrível no mais alto grau". O ressentimento cresceu dentro das fileiras em relação aos considerados responsáveis por suas dificuldades.
Em 23 de dezembro, Washington escreveu a Henry Laurens, o presidente do Congresso Continental. Washington relatou como seus comandantes acabaram de se esforçar com alguma dificuldade para reprimir um "motim perigoso" fomentando, por causa da falta de provisões. Washington continuou com uma advertência terrível ao Congresso: "a menos que alguma grande mudança de capital ocorra repentinamente nessa linha, este Exército deve inevitavelmente ser reduzido a uma ou outra dessas três coisas, passar fome, dissolver ou dispersar, a fim de obter subsistência. da melhor maneira possível." Embora Washington tenha lidado com sérias circunstâncias, ele pode ter exagerado um pouco para obter uma resposta mais rápida do Congresso Continental.
Aquele inverno não foi particularmente rigoroso em Vale Forge, mas muitos soldados permaneceram incapazes para a prestação do serviço militar, devido à doença, falta de roupas e uniformes adequados. Anos mais tarde, Lafayette lembrou que "os infelizes soldados precisavam de tudo; não tinham casacos, chapéus, camisas nem sapatos; seus pés e pernas congelavam até ficarem quase pretos, e muitas vezes era necessário amputá-los".
Em 7 de janeiro, Christopher Marshall relatou como "dez juntas de bois, aptas para o abate, entraram no acampamento, conduzidas por mulheres leais da Filadélfia. Eles também trouxeram 2.000 camisas, contrabandeadas da cidade, costuradas sob os olhos do inimigo". Enquanto essas mulheres forneceram assistência crucial, a maioria das pessoas permaneceu relativamente inconsciente da situação do Exército Continental - "um resultado inevitável de uma política geral" para impedir que tal inteligência chegasse aos britânicos.

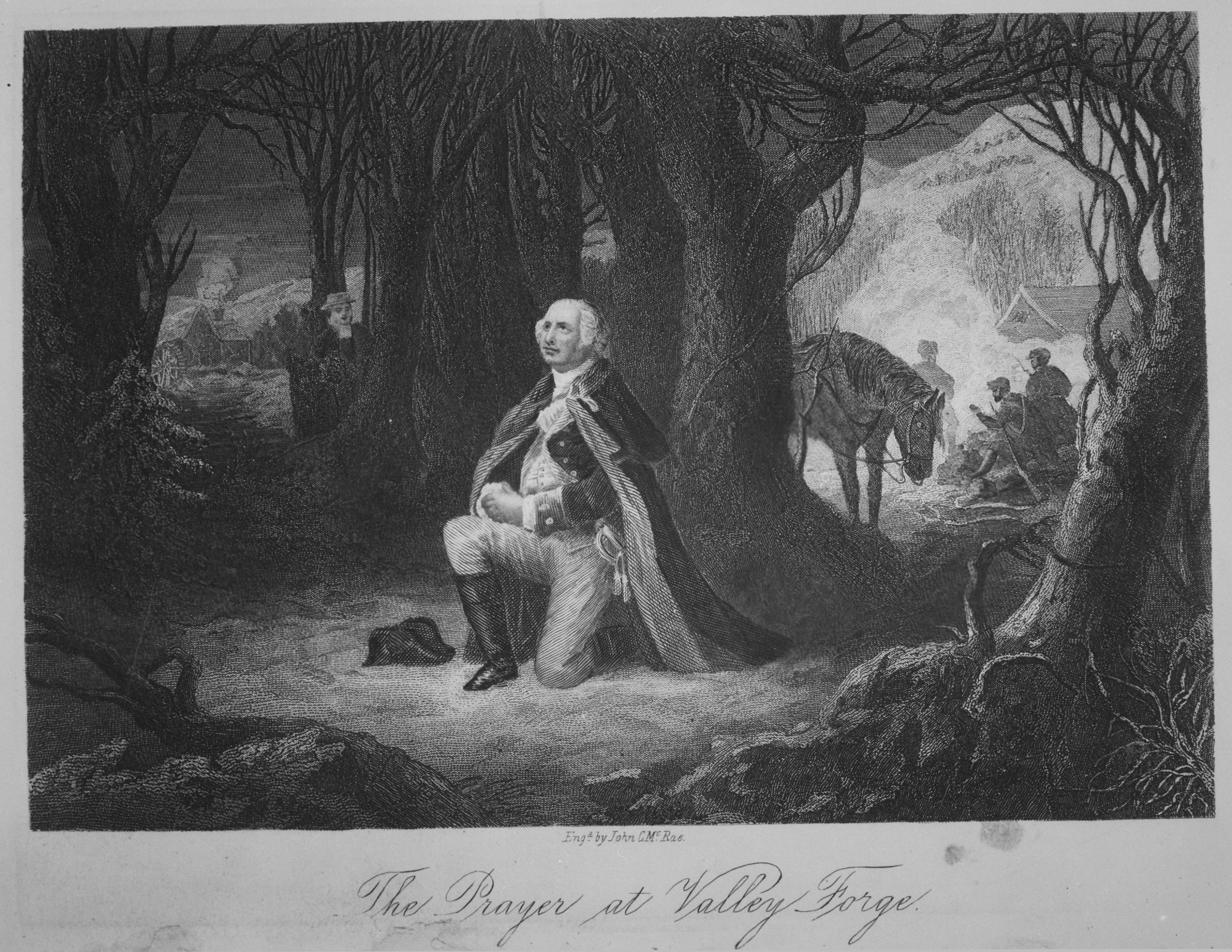
Representação do General George Washington orando em Vale Forge

As perspectivas para a situação do exército melhoraram quando uma delegação do Congresso de cinco homens chegou em 24 de janeiro. Os delegados consistiam em " Francis Dana de Massachusetts, Nathaniel Folsom de New Hampshire, John Harvie de Virgínia, Governador Morris de Nova York e Joseph Reed de Pensilvânia." De acordo com o historiador Wayne Bodle, eles passaram a entender através de sua visita "quão vulnerável o novo exército poderia ser à interrupção logística, devido ao seu tamanho, sua complexidade organizacional e sua crescente mobilidade". Washington e seus assessores os convenceram a implementar as reformas recomendadas para o departamento de suprimentos. Em março de 1778, o Congresso também nomeou Nathanael Greene como Intendente Geral, que relutantemente aceitou a pedido de Washington. Um dos generais mais capazes do Exército Continental, Greene não queria um cargo administrativo. No entanto, ele e sua equipe supriram melhor as tropas em um momento em que o clima e as condições das estradas começaram a melhorar. O rio Schuylkill também descongelou, permitindo que o Exército Continental transportasse mais facilmente comboios do principal depósito de suprimentos em Reading.

## Condições ambientais e doenças
Manter a limpeza era um desafio para o Exército Continental. A sarna eclodiu por causa das condições imundas dentro do acampamento, assim como outras doenças mais mortais. O exército tinha um suprimento limitado de água para cozinhar, lavar e tomar banho. Restos de cavalos mortos muitas vezes permanecem insepultos, e Washington achou intolerável o cheiro de alguns lugares. Não existiam encanamentos nem um sistema padronizado de coleta de lixo. Para combater a propagação do contágio, Washington ordenou aos soldados que queimassem alcatrão ou "o pó de um cartucho de mosquete " nas cabanas todos os dias, para limpar o ar da putrefação. Em 27 de maio, Washington ordenou que seus soldados removessem as fendas de barro e palha das cabanas "para torná-las o mais arejadas possível".
Surtos de febre tifóide e disenteria se espalham através de alimentos e água contaminados. Os soldados contraíram gripe e pneumonia, enquanto outros sucumbiram ao tifo, causado por piolhos. Embora a entrega inconsistente de rações alimentares não tenha causado fome, provavelmente exacerbou a saúde dos soldados doentes. Alguns pacientes podem ter sofrido de mais de uma doença. No total, cerca de 1.700 a 2.000 soldados morreram durante o acampamento de Vale Forge, principalmente em hospitais gerais localizados em seis cidades diferentes. Vale Forge teve a maior taxa de mortalidade de qualquer acampamento do Exército Continental, e até mesmo a maioria dos compromissos militares da guerra.

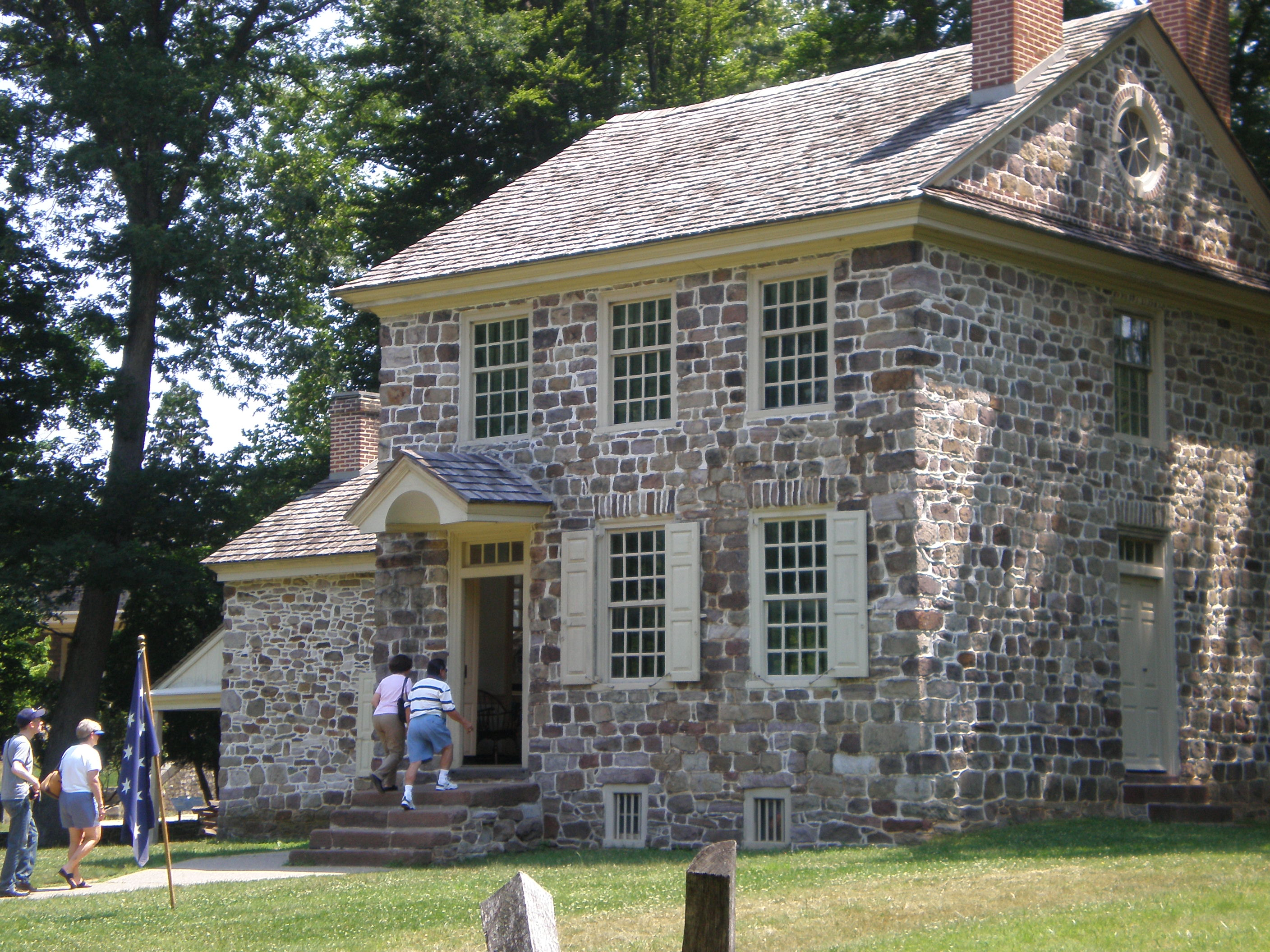
De dezembro de 1777 a junho de 1778, George Washington fez sua sede em uma residência comercial de propriedade de Isaac Potts

Apesar da taxa de mortalidade, Washington conteve a propagação da varíola, que atormentava o Exército Continental desde o início da Revolução Americana em 1775. Em janeiro de 1777, Washington ordenou a inoculação em massa de suas tropas, mas um ano depois, em Vale Forge, a varíola estourou novamente. Uma investigação descobriu que 3.000 a 4.000 soldados não receberam inoculações, apesar de terem alistamento de longo prazo. Assim, Washington ordenou inoculações para todos os soldados vulneráveis à doença.
Um precursor da vacinação (introduzida por Edward Jenner em 1798), a inoculação deu ao paciente uma forma mais branda de varíola com melhores taxas de recuperação do que se o paciente tivesse adquirido a doença naturalmente. O procedimento forneceu imunidade vitalícia a uma doença com uma taxa de mortalidade de aproximadamente 15 a 33%. Em junho de 1778, quando o Exército Continental saiu de Vale Forge, eles haviam completado "a primeira campanha de imunização em grande escala patrocinada pelo Estado na história". Ao continuar o programa de inoculação para novos recrutas, Washington manteve melhor a força militar entre as tropas regulares do Exército Continental durante o restante da guerra.

## Dados demográficos do acampamento
Embora cada cabana abrigasse um esquadrão de doze soldados alistados, às vezes as famílias dos soldados se juntavam a eles para compartilhar esse espaço também. Durante todo o período de acampamento, Mary Ludwig Hays e aproximadamente 250 a 400 outras mulheres seguiram seus maridos ou namorados soldados para Vale Forge, às vezes com filhos a tiracolo. Washington escreveu certa vez que "a multidão de mulheres em particular, especialmente aquelas que estão grávidas ou têm filhos, são um empecilho para todos os movimentos". No entanto, as mulheres em geral se mostraram inestimáveis, seja na marcha ou em um acampamento como Vale Forge. Eles muitas vezes ganhavam renda lavando roupas ou cuidando de tropas, o que mantinha os soldados mais limpos e saudáveis. Por sua vez, isso fez com que as tropas parecessem mais profissionais e disciplinadas.
Lucy Flucker Knox , Catharine Littlefield "Caty" Greene e as esposas de outros oficiais superiores viajaram para Vale Forge a pedido de seus maridos. Em 22 de dezembro, Martha Washington previu que seu marido a chamaria assim que seu exército entrasse no quartel de inverno e que "se ele o fizer, devo ir". De fato, ela o fez, viajando em tempo de guerra com um grupo de escravos por estradas precárias, chegando ao seu destino no início de fevereiro. O ajudante de campo de Washington, coronel Richard Kidder Meade , a encontrou no cais de Susquehanna para escoltá-la até o acampamento. Nos seis meses seguintes, Martha recebeu líderes políticos e oficiais militares, gerenciando pessoal doméstico dentro do espaço confinado da sede de Washington. Martha era uma das muitas mulheres importantes em Vale Forge. Ela também organizou refeições e manteve o ânimo durante os tempos difíceis no acampamento.  De dezembro de 1777 a junho de 1778, Washington fez sua sede em uma residência comercial de propriedade de Isaac Potts.
Vale Forge tinha uma alta porcentagem de diversidade racial e étnica, já que o exército de Washington era composto por indivíduos de todos os 13 estados. Cerca de 30% dos soldados continentais não falavam inglês como primeira língua. Muitos soldados e comandantes vieram de comunidades de língua alemã, como o brigadeiro-general Peter Muhlenberg, nascido na Pensilvânia. Outros ainda falavam gaélico- escocês ou irlandês, e alguns descendiam de comunidades huguenotes de língua francesa e de língua holandesa em Nova York. Os moradores locais às vezes conversavam em galês . Vários oficiais superiores do Exército Continental vieram originalmente da França, Prússia, Polônia, Irlanda e Hungria.
Embora homens nativos e/ou afro-americanos servissem ao Exército Continental como tropeiros, carroceiros e trabalhadores, outros lutaram como soldados, particularmente de Rhode Island e Massachusetts. O menor dos estados, Rhode Island teve dificuldade em cumprir cotas de recrutamento para homens brancos, estimulando o Brigadeiro General James Mitchell Varnum a sugerir o alistamento de escravos para seu 1º Regimento de Rhode Island. Durante um período de quatro meses em 1778, a Assembléia Geral de Rhode Islanda autorizou tais recrutamentos. Em troca do alistamento, os soldados do 1º Regimento de Rhode Island obtiveram a emancipação imediata e seus ex-proprietários receberam uma compensação financeira igual ao valor de mercado do escravo. Eles compraram a liberdade para 117 recrutas escravizados antes que a lei que lhes permitia fazê-lo fosse revogada, mas esses soldados afro-americanos livres continuaram a se alistar nas forças armadas. Em janeiro de 1778, quase 10% da força efetiva de Washington consistia em tropas afro-americanas.
Os comandantes traziam servos e escravizados com eles para o acampamento, geralmente negros. A equipe doméstica escravizada de Washington incluía seu criado William Lee, bem como os cozinheiros Hannah Till e seu marido Isaac. William Lee havia se casado com Margaret Thomas, uma mulher negra livre que trabalhava como lavadeira na sede de Washington. O proprietário legal de Hannah Till, o reverendo John Mason, emprestou-a para Washington, mas Hannah conseguiu um acordo pelo qual ela acabou comprando sua liberdade.
Na primavera de 1778, os guerreiros Wappinger , Oneida e Tuscarora que estavam do lado dos Patriotas, com o proeminente líder Oneida Joseph Louis Cook da Tribo de Moicanos de St. Regis entre eles, juntaram-se aos americanos em Vale Forge. A maioria serviu como batedores , mantendo-se atento aos grupos de ataque britânicos na área e, em maio de 1778, eles lutaram sob o comando de Lafayette em Barren Hill. Na história oral do povo Oneida, uma proeminente mulher Oneida chamada Polly Cooper trouxe "centenas de alqueires de milho branco " para as tropas famintas, ensinando-as a processá-lo para consumo seguro. Durante a Guerra Revolucionária, a maioria das tribos nativas americanas se aliaram aos britânicos para proteger suas terras tradicionais da invasão de colonos americanos. No entanto, várias tribos, incluindo os Oneida, ficaram do lado dos patriotas devido em parte aos laços com colonos americanos, como o ministro presbiteriano Samuel Kirkland. As Sete Nações do Canadá e os Iroqueses no que seria a Reserva das Seis Nações, que eram em sua maioria emigrantes da colônia de Nova York, foram levados à beira da guerra pelo conflito anglo-americano.

## Desafios organizacionais e treinamento

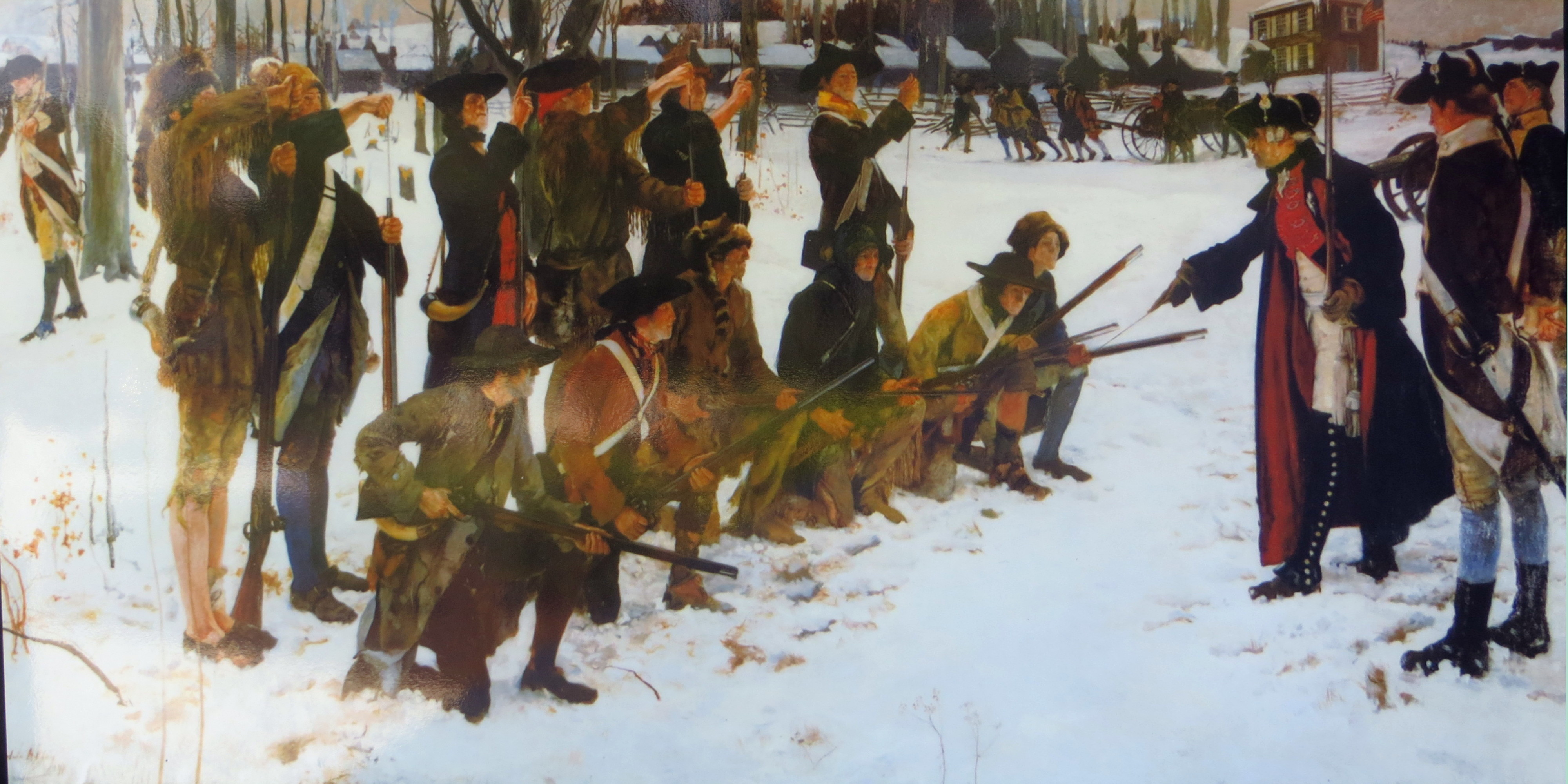
Uma pintura de Edwin Austin Abbey do Barão Steuben treinando tropas americanas em Vale Forge em 1778

Entre os desafios que se abateram sobre o Exército Continental durante o inverno de Vale Forge incluíam a má organização. Dois anos de guerra, liderança confusa e recrutamento desigual resultaram em organização e força irregular da unidade. Durante o acampamento de Vale Forge, o exército foi reorganizado em cinco divisões sob o comando dos major-generais Charles Lee , Marquês de Lafayette, Johan de Kalb e William Alexander "Lord Stirling ", com o brigadeiro-general Anthony Wayne servindo no lugar de Mifflin. Graças à reorganização generalizada, a força da unidade e os termos de serviço tornaram-se mais padronizados, melhorando a eficiência do exército continental.
Embora Washington desfrutasse do apoio de soldados alistados, oficiais comissionados e funcionários do Congresso não estavam tão entusiasmados. Durante o inverno de Vale Forge, os detratores de Washington atacaram sua capacidade de liderança tanto em correspondência privada quanto em publicações populares. Uma carta anônima em janeiro de 1778 depreciou Washington. Dizia: "Os métodos adequados de atacar, derrotar e conquistar o Inimigo nunca foram adaptados pelo Comandante em [Chefe]".
Enquanto os historiadores discordam quanto à gravidade da ameaça à liderança de Washington durante o inverno de Vale Forge, a mais organizada dessas ameaças (embora vagamente organizada) foi a chamada "Conway Cabal" (complô de Conway) . Esse grupo consistia em um punhado de oficiais militares e políticos americanos que tentaram substituir Washington pelo major-general Horatio Gates como chefe do exército continental. O movimento foi nominalmente liderado por Thomas Conway, um general estrangeiro do exército continental e crítico da liderança de Washington. Se o complô alguma vez representou alguma ameaça real à liderança de Washington, uma série de vazamentos e exposições embaraçosas no outono e inverno de 1777 e 1778 dissolveram a ameaça. Graças ao desaparecimento do grupo, após o acampamento de Vale Forge, a reputação de George Washington no esforço de guerra americano melhorou.

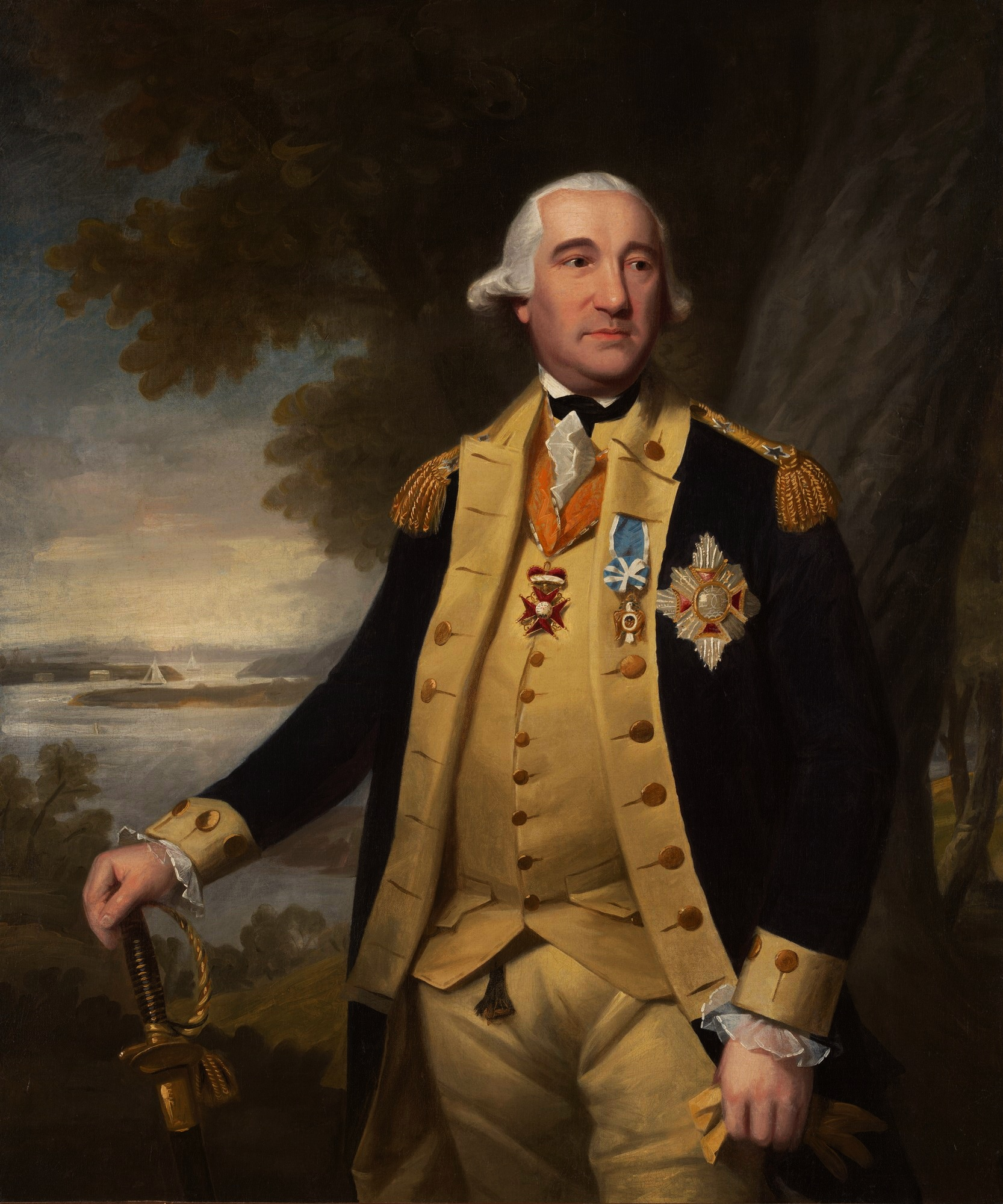
Pintura do Barão Von Steuben por Ralph Earl

O aumento da eficiência militar, moral e disciplina melhorou o bem-estar do exército com melhor suprimento de alimentos e armas. O Exército Continental havia sido prejudicado na batalha porque as unidades administravam o treinamento de uma variedade de manuais de campo, tornando os movimentos de batalha coordenados desajeitados e difíceis. Eles lutaram com formações básicas e não tinham uniformidade, graças a várias técnicas de perfuração ensinadas de várias maneiras por diferentes oficiais. A tarefa de desenvolver e executar um programa de treinamento eficaz coube ao Barão Friedrich von Steuben, um mestre de treinamento prussiano que havia chegado recentemente da Europa.
Ele treinou os soldados, melhorando suas técnicas de batalha e formação. Sob a liderança de Steuben, os continentais praticaram tiro de voleio (estratégia militar), melhoraram a capacidade de manobra, padronizaram seus ritmos de marcha, exerceram operações de escaramuça e treinaram proficiência em baioneta. Esses novos esforços para treinar e disciplinar o exército também melhoraram o moral entre os soldados em geral.

## Aliança com os franceses

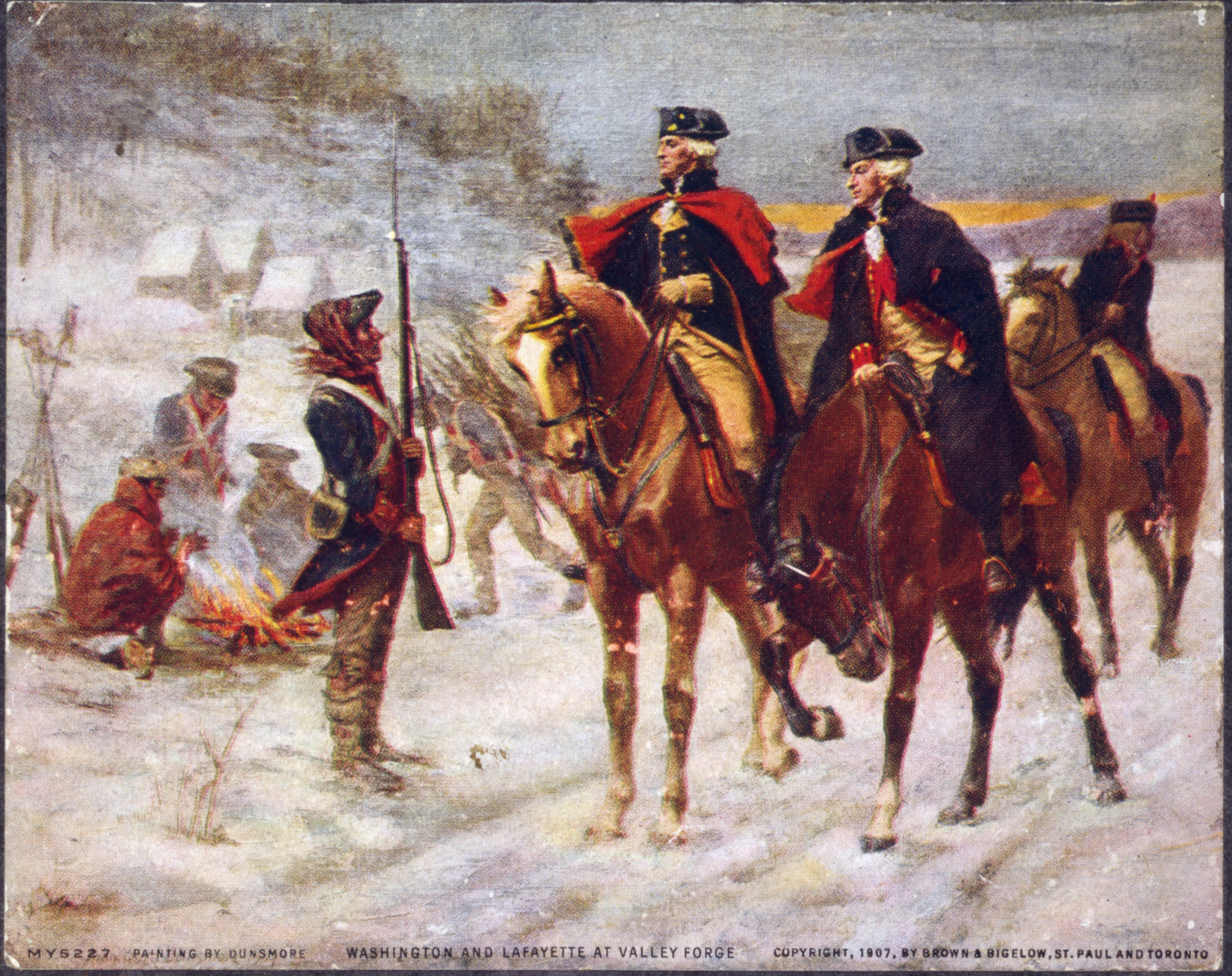
Washington e Lafayette em Vale Forge

Inicialmente, a França permaneceu relutante em se envolver diretamente na guerra contra a Grã-Bretanha. Em parte, eles temiam que o fervor revolucionário pudesse se espalhar em seu próprio império (o que aconteceu em 1789), mas também não achavam que os colonos americanos pudessem vencer. No entanto, a rendição de outubro de 1777 do exército do general britânico John Burgoyne em Saratoga rendeu aos americanos o apoio que precisavam de outras potências estrangeiras. A França e os Estados Unidos posteriormente assinaram um tratado em 6 de fevereiro de 1778, criando uma aliança militar entre os dois países. Em resposta, a Grã-Bretanha declarou guerra à França cinco semanas depois, em 17 de março.
Em 6 de maio, já tendo recebido a notícia da aliança francesa, George Washington ordenou que o Exército Continental realizasse um "Grand Feu de Joie", uma cerimônia formal que consistia em um disparo rápido e sequencial de armas nas fileiras. O oficial continental George Ewing escreveu que "as tropas então gritaram, três vivas e 'Viva o rei da França!' depois disso… três vivas e gritos de 'Deus salve as potências amigas da Europa!'... e vivas e um grito de 'Deus salve os Estados americanos!'" Cada soldado recebeu uma porção extra de rum (cerca de quatro onças) para aproveitar aquele dia, e após a dispensa das tropas, Washington e outros oficiais fizeram muitos brindes patrióticos e concluíram o dia "com alegria e alegria inofensivas".
Eles tinham motivos para comemorar. Como impérios, tanto a França quanto a Grã-Bretanha tinham territórios em todo o mundo que exigiam proteção. Sir Henry Clinton substituiu o general Sir William Howe como Comandante em Chefe Britânico das Forças Terrestres na América do Norte, e teve que desviar tropas da Filadélfia para os valiosos bens da Coroa nas Índias Ocidentais . Os britânicos também temiam um bloqueio naval francês à Filadélfia, então, em junho, Clinton o abandonou por Nova York — um reduto legalista. Em 18 de junho, Washington e suas tropas marcharam atrás deles, com o restante desocupando Vale Forge um dia depois - exatamente seis meses após a chegada do Exército Continental.

## Batalha de Monmouth
Enquanto marchavam pelo sul e centro de Nova Jérsei a caminho da cidade de Nova York, os britânicos destruíram propriedades e confiscaram suprimentos e alimentos, inspirando uma crescente inimizade entre os civis da área. Enquanto isso, operações cooperativas de pequena escala entre os continentais e a milícia de Nova Jérsei perseguiam e esgotavam as forças britânicas.
Os exércitos se reuniram na manhã de 28 de junho, iniciando a Batalha de Monmouth. Soldados continentais sob o comando do general Charles Lee enfrentaram os britânicos em aproximadamente cinco horas de combate contínuo em um calor feroz. Naquela noite, o general britânico Sir Henry Clinton moveu seu exército para fora de Freehold e retomou sua marcha para Manhattan. Ambos os lados reivindicaram elementos de vitória. O exército britânico completou sua marcha para a cidade de Nova York, enquanto o Exército Continental forçou uma batalha e teve um desempenho admirável em campo aberto. O treinamento padronizado em Vale Forge melhorou seu desempenho no campo de batalha.

## Mito e Memória

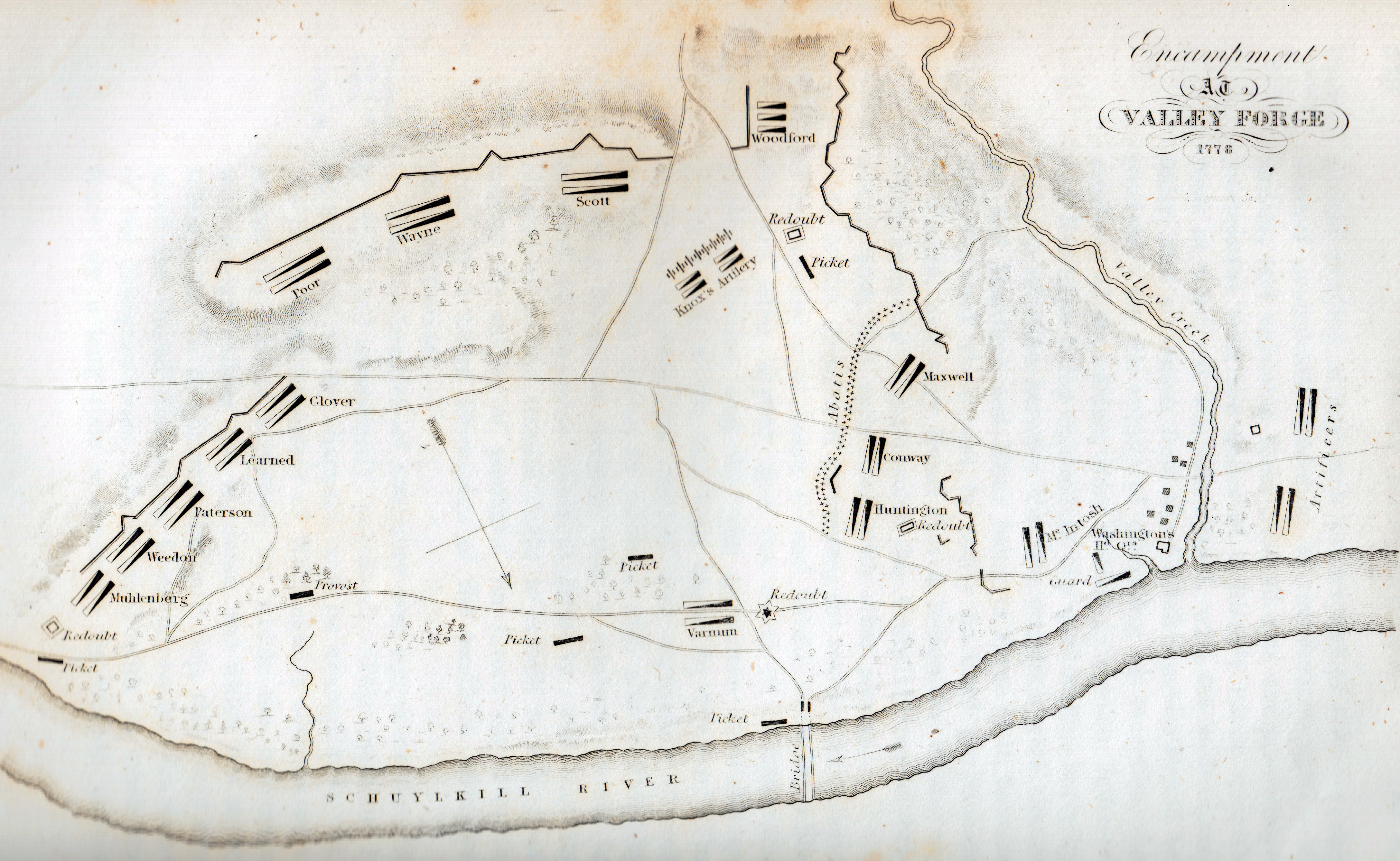
Mapa do Acampamento em Vale Forge, 1778

Vale Forge ocupou por muito tempo um lugar de destaque na narrativa e na memória dos EUA. A imagem de Vale Forge como um local de sofrimento terrível e perseverança inabalável surgiu anos após o término do acampamento. Um dos mitos mais duradouros sobre o acampamento Vale Forge diz respeito ao clima. Representações posteriores de Valley Forge descreveram o acampamento como coberto de neve, com exposição e congelamento supostamente reivindicando a vida de muitos soldados. Amputações ocorreram, mas nenhuma fonte corroborante afirma que a morte ocorreu apenas pelas temperaturas congelantes. Em vez disso, a queda de neve ocorreu com pouca frequência, as temperaturas acima de zero eram regulares e o gelo era incomum. Histórias de clima severo provavelmente se originaram do acampamento de inverno de 1779-1780 em Jockey Hollow, perto de Morristown, Nova Jerséi, que teve o inverno mais frio da guerra.
Um dos mitos mais populares de Vale Forge envolve Washington ajoelhado na neve rezando pela salvação de seu exército. A imagem foi popularizada em pinturas e jornais e, a certa altura, o presidente Ronald Reagan até a repetiu. No entanto, nenhuma evidência contemporânea existe sugerindo que tal oração ocorreu. A história apareceu pela primeira vez em um artigo de 1804 de Mason Locke Weems, um ministro itinerante, folclorista popular e biógrafo de Washington. Na história de Weems, um quaker neutro chamado Isaac Potts descobriu Washington em oração, retransmitiu a história para sua esposa e depois declarou seu apoio à causa da independência dos Estados Unidos. No entanto, Potts não morava perto de Vale Forge durante o período de acampamento e não se casou com sua esposa até 1803. Apesar das origens duvidosas, muitos repetiram a história ao longo dos anos.